# Округ Фрејунг-Графенау
Округ Фрејунг-Графенау је округ на истоку немачке државе Баварска. Припада регији Доња Баварска. 
Површина округа је 984,21 km². Крајем 2007. имао је 80.427 становника. Има 25 насеља, а седиште управе је у месту Фрејунг. 

Фрејунг-Графенаује најисточнији баварски округ. Налази се на јужном делу Баварске Шуме и захвата део истоименог националног парка. У округу извире река Илц. 